# Ямашурминское сельское поселение
Ямашурминское се́льское поселе́ние (тат. Ямаширмә авыл җирлеге, Yamaşirmä awıl cirlege) — муниципальное образование в Высокогорском районе Татарстана Российской Федерации.
Административный центр — село Ямашурма.

## История
Статус и границы сельского поселения установлены Законом Республики Татарстан от 31 января 2005 года № 20-ЗРТ «Об установлении границ территорий и статусе муниципального образования "Высокогорский муниципальный район" и муниципальных образований в его составе».

## Население
| 2010  | 2011  | 2012  | 2013  | 2014  | 2015  | 2016  |
| ----- | ----- | ----- | ----- | ----- | ----- | ----- |
| 1136  | ↗1137 | ↗1149 | ↗1160 | ↗1166 | ↗1175 | ↗1190 |
| 2017  | 2018  |       |       |       |       |       |
| ↗1195 | ↘1193 |       |       |       |       |       |

## Образовательно-воспитательные учреждения
- МБОУ "Ямашурминская средняя общеобразовательная школа"
- МБДОУ "Ямашурминский детский сад "Йолдыз"

## Культура
- Ямашурминский сельский дом культуры
- Ямашурминская сельская библиотека

## Сельское хозяйство
ООО «СХП "Ватан"»

## Состав сельского поселения
| № | Населённый пункт | Тип населённого пункта       | Население |
| - | ---------------- | ---------------------------- | --------- |
| 1 | Большая Елань    | деревня                      |           |
| 2 | Здоровый Ключ    | деревня                      |           |
| 3 | Ямашурма         | село, административный центр |           |